# Васиф Арзуманов
Васиф Арзуманов (тур. Vasif Arzumanov; нар. 6 серпня 1988) — турецький борець греко-римського стилю, бронзовий призер чемпіонатів світу, переможець Середземноморського чемпіонату, бронзовий призер чемпіонату світу серед студентів.

## Життєпис
Боротьбою почав займатися з 1998 року. Азербайджанець за національністю, з молодих років виступав за Туреччину. На чемпіонаті світу 2007 року серед юніорів у складі турецької збірної посів 9 місце.
Виступав за спортивний клуб «Istanbul Gueres Ihtisos». Тренер Хассан Арі.

## Спортивні результати на міжнародних змаганнях

### Виступи на Чемпіонатах світу
| Змагання                        | Збірна    | Вагова категорія                 | Місце  |
| ------------------------------- | --------- | -------------------------------- | ------ |
| Чемпіонат світу з боротьби 2010 | Туреччина | греко-римська боротьба, до 66 кг | Бронза |

На цьому турнірі азербайджанець Васиф Арзуманов, що виступає за Туреччину поступився у півфіналі вірменину Армену Варданяну, що представляв Україну, який в свою чергу у фіналі програв грузину Амбако Вачадзе, що виступає за Росію, який в свою чергу подолав у півфіналі лезгина Віталія Рагімова, що народився у Вірменії, але представляє Азербайджан.

### Виступи на Кубках світу
| Змагання                    | Збірна    | Вагова категорія                 | Місце |
| --------------------------- | --------- | -------------------------------- | ----- |
| Кубок світу з боротьби 2012 | Туреччина | греко-римська боротьба, до 66 кг | 12    |

### Виступи на Середземноморських чемпіонатах
| Змагання                                     | Збірна    | Вагова категорія                 | Місце  |
| -------------------------------------------- | --------- | -------------------------------- | ------ |
| Середземноморський чемпіонат з боротьби 2010 | Туреччина | греко-римська боротьба, до 66 кг | Золото |

### Виступи на Чемпіонатах світу серед студентів
| Змагання                                        | Збірна    | Вагова категорія                 | Місце  |
| ----------------------------------------------- | --------- | -------------------------------- | ------ |
| Чемпіонат світу з боротьби серед студентів 2014 | Туреччина | греко-римська боротьба, до 71 кг | Бронза |

### Виступи на інших змаганнях
| Змагання                                     | Збірна    | Вагова категорія                 | Місце |
| -------------------------------------------- | --------- | -------------------------------- | ----- |
| Золотий Гран-прі з боротьби 2009             | Туреччина | греко-римська боротьба, до 66 кг | 17    |
| Золотий Гран-прі з боротьби 2011 (Сомбатгей) | Туреччина | греко-римська боротьба, до 66 кг | 5     |
| Турнір Г. Картозія і В. Балавадзе 2011       | Туреччина | греко-римська боротьба, до 66 кг | 11    |
| Золотий Гран-прі з боротьби 2012 (Сомбатгей) | Туреччина | греко-римська боротьба, до 74 кг | 8     |
| Золотий Гран-прі з боротьби 2012 (Баку)      | Туреччина | греко-римська боротьба, до 66 кг | 15    |
| Турнір Вехбі Емре 2014                       | Туреччина | греко-римська боротьба, до 71 кг | 5     |

### Виступи на змаганнях молодших вікових груп
| Змагання                                      | Збірна    | Вагова категорія                 | Місце |
| --------------------------------------------- | --------- | -------------------------------- | ----- |
| Чемпіонат світу з боротьби серед юніорів 2008 | Туреччина | греко-римська боротьба, до 66 кг | 9     |